# Pregó pasqual

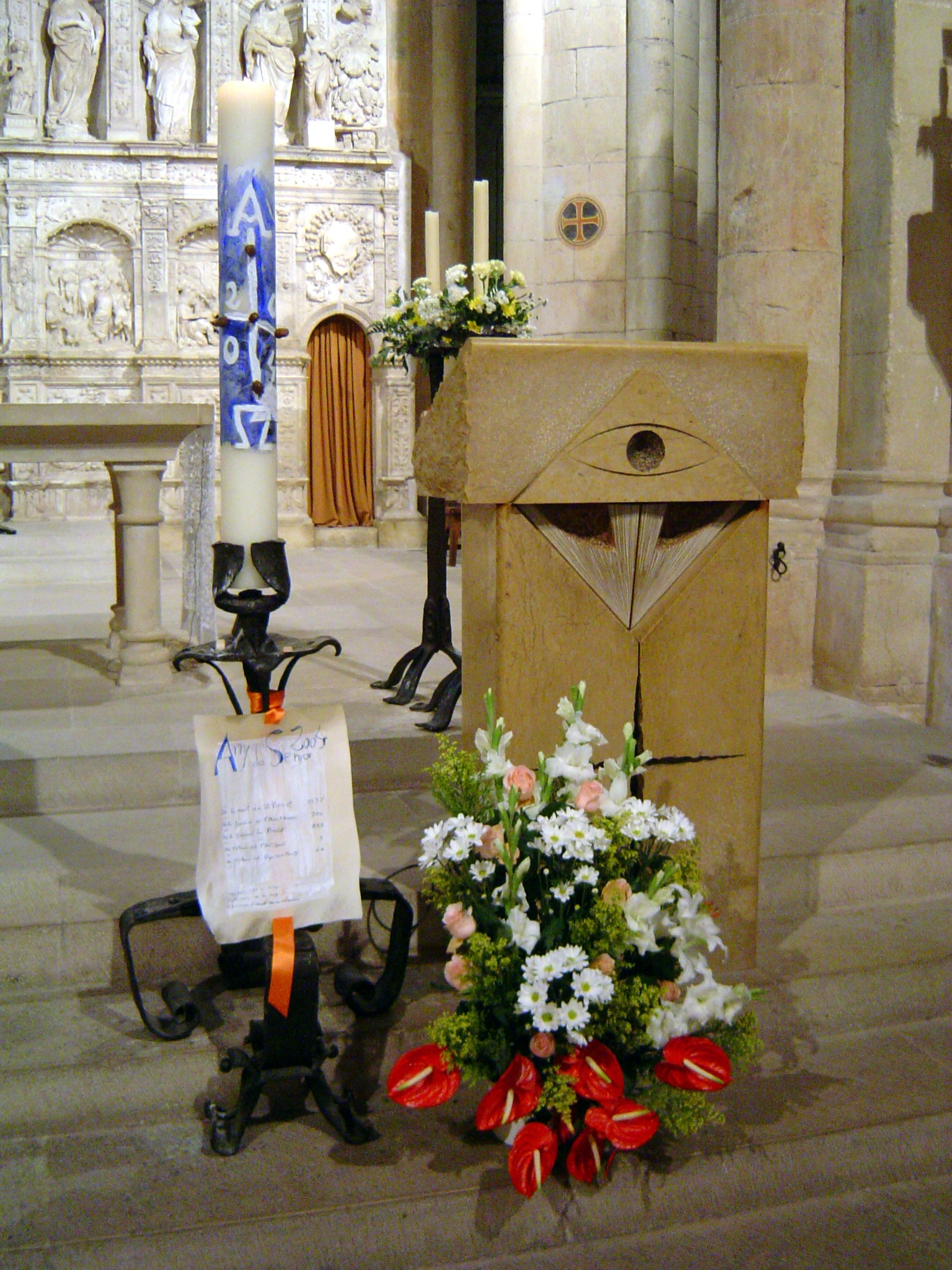
Ciri pasqual al costat de l'ambó de l'església de Poblet

L'Exultet o pregó pasqual és un text propi de la tradició litúrgica romana, que es canta durant la Vigília Pasqual, en la nit del dissabte sant al diumenge de Pasqua. En català se'l coneix també amb el nom d'angèlica, del text llatí «angelica turba caelorum».

## Data i autor
No és fàcil fixar l'atribució o l'autoria d'aquest text. Com en quasi tots els textos de la litúrgia l'autor material desapareix rere la comunitat cristiana que se l'apropia per a expressar la seva fe. Alguns l'han atribuït a sant Ambròs de Milà (340-397). En tot cas, els manuscrits més antics en què apareix són sacramentaris (missals) gal·licans dels segles vii i viii (el Missal de Bobbio, del s. VII, el Missal Gòtic i el Missale Callicanum Vetus, aquests darrers del s. VIII). En concret, el text adoptat per la litúrgia romana prové de l'àmbit gal·licà.

## Descripció
Es tracta d'un dels pocs textos poètics, no directament escripturístics, de la litúrgia romana. Consta de dues parts: un pròleg o invitatori, i una part més narrativa, que és també la més extensa, a l'estil dels prefacis de la pregària eucarística, però molt més desenvolupat, introduïda, com el prefaci, pel diàleg litúrgic entre el ministre i l'assemblea: «V. El Senyor sigui amb vosaltres. R. I amb el vostre esperit. V. Amunt els cors. R. Els elevem al Senyor. V. Donem gràcies al Senyor Déu nostre. R. Cal fer-ho i és de justícia».
La primera part invita a lloar Déu per la resurrecció de Jesucrist: primer l'assemblea del cel (els àngels del cel i els ministres celestials de Déu), després la terra, i finalment l'Església amb el poble fidel aplegat en el temple per a la celebració anual de la Pasqua. Aquesta part acaba amb una pregària que fa el qui canta el pregó, normalment un diaca, per demanar, juntament amb els fidels congregats, la llum i la força per a poder fer dignament l'elogi del ciri pasqual. L'alegria i la llum són els temes d'aquesta primera part. El text llatí utilitza els verbs «exultet», «gaudeat» i «laetetur», per invitar a aquesta alegria: que exulti, que s'ompli de goig, que s'alegri l'espai celestial, la terra i l'Església. La llum és descrita amb termes fulgurants, que volen ressaltar l'esclat, la puresa i la bellesa de la nova llum que brolla per als creients de la resurrecció de Crist.
La segona part és una llarga evocació poètica de la gesta salvadora de Déu en la història del poble, és a dir, de la Pasqua i l'Èxode d'Israel, contemplats des de la perspectiva del triomf de Crist ressuscitat. Aquesta evocació culmina amb l'agraïment per la resurrecció de Crist i les seves conseqüències teològiques: l'abolició del pecat i de la mort i, finalment, la superació de la línia que separa Déu i l'home, el cel i la terra. El cant s'entreté en la contemplació poètica del ciri pasqual, «elaborat amb la cera que l'abella mare ha produït», que alimenta la llum que s'ha escampat per tota la nau de l'església —tots els presents porten una petita candela encesa a les mans. Aquest ciri és un símbol del Crist ressuscitat. Un dels punts culminants de la volada teològica d'aquest cant és l'atrevida expressió: «Oh culpa sortosa, que ens ha merescut un Redemptor tan gran!». La resurrecció de Crist capgira el lloc de la mort i de la culpa i en fa el lloc de la vida i de la llibertat. La nit és el centre d'atenció, en tant que les principals gestes salvadores de Déu, també la resurrecció de Jesús, han tingut lloc durant la nit; així, per exemple: «Oh nit benaurada! Només tu vas saber l'hora en què Crist ressuscità d'entre els morts». Aquesta valoració del significat de la nit com a temps de la salvació recorda molt el ritual (Haggadà) de la Pasqua jueva, en què el petit de casa pregunta al seu pare pel significat d'aquesta nit de Pasqua.

## Context, significat i execució
El cant de l'Exultet està vinculat a la primera part de la Vigília Pasqual, en la qual es fa la benedicció del foc nou, s'encén el ciri pasqual i s'entra processionalment a l'església, que està a les fosques, darrere el ciri encès portat pel diaca. Aquest ciri, de grans proporcions, adornat amb una creu, les lletres gregues alfa i omega, la xifra de l'any civil en curs i cinc grans d'encens, és un símbol del Crist ressuscitat que, gloriós, venç la tenebra de la mort. En realitat el pregó pasqual és la benedicció, l'elogi, la lloança que canta el diaca a aquest ciri un cop ha estat col·locat al candeler, al presbiteri de l'església, on romandrà durant tot el temps pasqual. Abans de la reforma de la Setmana Santa impulsada pel papa Pius XII els anys 1951 i 1955, els llibres litúrgics designaven aquest text amb l'expressió «Benedicció del ciri» o «Lloança del ciri». Actualment s'anomena «Pregó pasqual» o «Anunci de la Pasqua». Totes dues denominacions són veritat, això és, es corresponen amb el contingut del text, ja que es tracta d'una benedicció o lloança del ciri pasqual en tant que representa Crist ressuscitat en el seu triomf pasqual.
La litúrgia reserva el cant del pregó pasqual al diaca. Si no hi ha diaca, el pot cantar el mateix sacerdot o bé un laic capacitat musicalment per a cantar-lo correctament.
El cant de l'Exultet per part del diaca recorda el cant o proclamació de l'Evangeli, que és també un anunci joiós. Es fa en el mateix lloc (l'ambó), el fa el mateix ministre (el diaca), i com per a l'Evangeli, el diaca demana la benedicció al sacerdot i després encensa el llibre abans de cantar el pregó (o l'Evangeliari abans de proclamar-lo). Encensa igualment el ciri pasqual com a mostra de veneració a aquest símbol lluminós de Crist ressuscitat.
Amb aquest cant es dona pas a la segona part de la Vetlla Pasqual, la litúrgia de la Paraula, en la qual es llegeixen set llargues lectures de l'Antic Testament (les profecies) i una lectura del Nou Testament (l'epístola), que culminen amb la proclamació de l'evangeli de la resurrecció, que fa el mateix diaca des de l'ambó.

## Text
| Llatí Exultet iam angelica turba caelorum exultent divina mysteria et pro tanti regis victoria tuba insonet salutaris Gaudeat et tellus tantis irradiata fulgoribus et, aeterni regis splendore illustrata totius orbis se sentiat amisisse caliginem. Laetetur et mater Ecclesia tanti luminis adornata fulgoribus: et magnis populorum vocibus haec aula resultet. Quapropter astantes vos, fratres carissimi, ad tam miram huius sancti luminis claritatem, una mecum, quaeso, Dei omnipotentis misericordiam invocate. Ut, qui me non meis meritis intra Levitarum numerum dignatus est aggregare luminis sui claritatem infundens cerei huius laudem implere perficiat. V. Dominus vobiscum. R. Et cum spiritu tuo. V. Sursum corda. R. Habemus ad Dominum. V. Gratias agamus Domino Deo nostro. R. Dignum et iustum est. Vere dignum et iustum est, invisibilem Deum Patrem omnipotentem Filiumque eius unigenitum, Dominum nostrum Iesum Christum, toto cordis ac mentis affectu et vocis ministerio personare. Qui pro nobis aeterno Patri Adae debitum solvit et veteris piaculi cautionem pio cruore detersit. Haec sunt enim festa paschalia, in quibus vere ille Agnus occiditur, cuius sanguine postes fidelium consecrantur. Haec nox est, in qua primum patres nostros, filios Israel, eductos d'Aegypto, Mare Rubrum sicco vestigio transire fecisti. Haec igitur nox est, quae peccatorum tenebras columnae illuminatione purgavit. Haec nox est, quae hodie per universum mundum in Christum credentes a vitiis saeculi, et caligine peccatorum segregatos, reddit gratiae, sociat sanctitati. Haec nox est, in qua, destructis vinculis mortis, Christus ab inferis victor ascendit. Nihil enim nobis nasci profuit, nisi redimi profuisset. O mira circa nos tuae pietatis dignatio! O inaestimabilis dilectio caritatis: ut servum redimeres, Filium tradidisti! O certe necessarium Adae peccatum, quod Christi morte deletum est! O felix culpa, quae talem ac tantum meruit habere Redemptorem! O vere beata nox, quae sola meruit scire tempus et horam, in qua Christus ab inferis resurrexit! Haec nox est, de qua scriptum est: Et nox sicut dies illuminabitur: et nox illuminatio mea in deliciis meis. Huius igitur sanctificatio noctis fugat scelera, culpas lavat: et reddit innocentiam lapsis, et maestis laetitiam. Fugat odia, concordiam parat, et curvat imperia. In huius igitur noctis gratia, suscipe, sancte Pater, laudis huius sacrificium vespertinum, quod tibi in haec cerei oblatione sollemni, per ministrorum manus de operibus apum, sacrosancta reddit ecclesia. Sed iam columnae huius praeconia novimus, quam in honorem Dei rutilans ignis accendit. Qui, licet sit divisus in partes, mutuati tamen luminis detrimenta non novit. Alitur enim liquantibus ceris, quas in substantiam pretiosae huius lampadis apis mater eduxit. O vere beata nox, in qua terrenis caelestia, humanis divina iunguntur! Oramus ergo te, Domine, ut cereus iste in honorem tui nominis consecratus, ad noctis huius caliginem destruendam, indeficiens perseveret. Et in odorem suavitatis acceptus, supernis luminaribus misceatur. Flammas eius lucifer matutinus inveniat: Ille, inquam, lucifer, qui nescit occasum: Christus Filius tuus, qui regressus ab inferis, humano generi serenus illuxit, et vivit et regnat in saecula saeculorum. Amen. | Català Exultin de joia tots els àngels del cel, exultin els ministres de Déu. I que soni la trompeta victoriosa per celebrar el triomf d'un Rei tan gran. Que la terra també s'ompli d'alegria, il·luminada i radiant de la claror que ve de la llum del regne etern; perquè avui la foscor ja s'ha esvaït. També s'ha d'alegrar la mare Església, ornada amb l'esclat d'aquesta llum. Que el cant joiós de tot el poble ressoni en aquesta sagrada nau. I a vosaltres, germans, caríssims, que presencieu l'admirable claror d'aquesta flama, jo us invito a invocar, amb mi, la bondat de Déu omnipotent. Ell, malgrat que no ho mereixo, ha volgut comptar-me entre els diaques. Per cantar, doncs, la glòria d'aquest ciri li demano el do de la seva llum. V. El Senyor sigui amb vosaltres. R. I amb el vostre esperit. V. Amunt els cors. R. Els elevem al Senyor. V. Donem gràcies al Senyor Déu nostre. R. Cal fer ho i és de justícia. És realment just i necessari que amb tot el cor i amb tota l'ànima fem servir la nostra veu per lloar el Pare omnipotent, Déu invisible, i el seu Fill unigènit, Jesucrist, nostre Senyor. Ell ha pagat per nosaltres al Pare aquell deute que Adam va contreure; i ha esborrat amorosament, amb la seva sang, l'antiga condemna que havíem merescut. Perquè aquesta és la festa de Pasqua, en la qual l'Anyell veritable és immolat; i es marquen les portes amb la seva sang. Aquesta és la nit en què el Senyor, en altre temps, va treure d'Egipte els nostres pares, els fills d'Israel, i els va fer passar a peu eixut el Mar Roig. Aquesta és la nit que amb el foc d'una columna lluminosa, esvaí la tenebra del pecat. Aquesta és la nit que torna a la gràcia i associa amb els sants els qui avui, a tot arreu, separats dels vicis i de la foscor del pecat, creuen en Crist. Aquesta és la nit en què Crist, trencant els lligams de la mort, ha pujat victoriós dels inferns. Què n'hauríem tret d'haver nascut, si no hi hagués redempció? Oh admirable condescendència de la vostra bondat! Oh incalculable predilecció amb què ens heu estimat! Per redimir l'esclau, heu sacrificat el Fill. Calia el pecat d'Adam, que la mort de Crist ha esborrat. Oh culpa sortosa, que ens ha merescut un Redemptor tan gran! Oh nit benaurada! Només tu vas saber l'hora en què Crist ressuscità d'entre els morts. Aquesta és la nit de la qual diu l'Escriptura: «La nit us és tan clara com el dia, llum o fosca us són igual». Aquesta nit santa i poderosa allunya el pecat, renta les culpes, fa innocents els caiguts, torna l'alegria als entristits, dissipa els odis, restableix la concòrdia, converteix les nacions. En la gràcia d'aquesta nit accepteu, oh Pare sant, el sacrifici vespertí d'aquesta lloança i la flama d'aquesta columna de cera, elaborada per les abelles, que l'Església us ofereix per mans dels seus ministres. Hem fet ja l'elogi d'aquest ciri que hem encès amb el foc nou i que crema en honor de Déu. Foc que, un cop repartit, no minva per la flama manllevada, ja que s'alimenta de la cera que es fon, i que l'abella mare ha produït per mantenir aquesta flama preciosa. Oh nit realment benaurada, que uneix el cel i la terra, nit en què l'home retroba Déu. Us demanem, doncs, Senyor, que aquest ciri consagrat al vostre nom, cremi sense parar, per desfer la foscor d'aquesta nit; i, acceptat per vós com un perfum agradable, ajunti la seva claror amb la de les estrelles del cel. Que l'estel del matí en trobi encesa encara la flama; aquell estel, vull dir, que mai no es pon: Crist, que, tornant d'entre els morts, s'aparegué gloriós als homes com el sol en dia serè. Ell, que viu i regna pels segles dels segles. Amén. |